# みやはら啓一
みやはら 啓一（みやはら けいいち、1944年8月20日 - ）は、日本の漫画家。

## 来歴
福岡県大牟田市で生まれる。20歳で上京し、日の丸文庫より雑誌『影』でデビュー。東京トップ社で貸本漫画を10冊出版後、一般漫画誌デビュー。「りぼん」「COM」「少年ジャンプ」「週刊少年サンデー」等で活躍。
釣りを趣味にしており、釣り関係の著作も多い。

## 単行本
- 『太陽への行進』（東京トップ社） 1965頃
- 『雪子に春がやってくる』（東京トップ社） 1966頃
- 『悲しき少年ジュリアン』（東京トップ社） 1966頃
- 『掌の誕生』（東京トップ社） 1966頃
- 『おおわれら三人+ワン』（ヒロ書房） 1972 - 自主出版。のち「不良少女グラフティ」と改題し『出発! 青春記』に収録
- 『ロビンソン・クルーソー』（集英社、モンキー文庫、名作漫画シリーズ） 1977
- 『つり船物語』（双葉社、アクションコミックス） 1980
- 『ぼくのフィッシュ・オン』（双葉社、アクションコミックス）　1981
- 『雀のお宿』全3巻（小学館、ビッグコミックス） 1981 - 1984
- 『新・つり船物語』（双葉社、アクションコミックス） 1982
- 『ジャンブリアン』全2巻（双葉社、アルタ・コミックス） 1983
- 『釣りキチ一直線』（ぶんか社、文華コミックス） 1984
- 『出発! 青春記』 (ぶんか社、文華コミックス) 1985
- 『新・釣りキチ一直線』全6巻（日比茂樹一部原作、ぶんか社、文華コミックス） 1986 - 1987
- 『とっても医院』全6巻（花井寛作、小学館、ビッグコミックス） 1988 -
- 『爆釣! 防波堤釣り イラスト版：防波堤からはじまる海釣り入門』（山海堂） 1996
- 「釣りの旅情話」（シーズ情報出版、「月刊 COMIC釣り王」1997年5月号 - 同年12月号に連載）
- 「元禄釣り極道」（シーズ情報出版、「月刊 COMIC釣り王」1997年10月号に掲載）

他